# Saint-Louis-de-Gonzague-du-Cap-Tourmente
Saint-Louis-de-Gonzague-du-Cap-Tourmente es un municipio parroquial canadiense situado en la provincia de Quebec.

## Superficie
Saint-Louis-de-Gonzague-du-Cap-Tourmente tiene una superficie de 0,42 km².

## Demografía
En 2021, no tenía ningún habitante, pero contaba con una vivienda.